# Roger Andrew Taylor
Roger Andrew Taylor es el baterista de la famosa banda británica Duran Duran. Roger Andrew nació el 26 de abril de 1960 en Nechells, Birmingham, Inglaterra.
Empezó a tocar la batería a la edad de doce años, aprendiendo por sí mismo, sus influencias musicales se basan en Charlie Watts (Rolling Stones), Paul Thompson (Roxy Music) y Tony Thompson de CHIC. 
Se unió a Duran Duran en 1978, tras haber pasado por diversos grupos punk locales. Es el segundo "Taylor" en unirse a la banda, después de John Taylor (bajista, miembro fundador junto con Nick Rhodes), y antes de Andy Taylor, guitarrista. Ninguno de los 3 Taylor tiene parentesco familiar entre sí.

## Vida personal
Roger Taylor siempre ha tenido el papel de "baterista de arquetipo" en Duran Duran, debido a  que siempre ha preferido mantener un perfil bajo y es muy poco frecuente observarlo en los medios de comunicación o en actos públicos, fuera de los compromisos elementales o conciertos de la banda.
Taylor tuvo tres hijos: James, Ellea y Elliot con la primera esposa, de quien más tarde se divorció.  En 2004, Taylor fue nombrado el quinto soltero británico más codiciado en la alta sociedad del Reino Unido,  según la revista de modas Tatler, junto al Príncipe William y Hugh Grant.
En 2007, Taylor se casó con la peruana Gisella Bernales, quien dio a luz a su primer hijo, llamado Julian Roger, el 9 de julio de 2011,
- Datos: Q968955
- Multimedia: Roger Taylor (drummer born 1960) / Q968955